# Vandtransport
 For alternative betydninger, se vandtransport (flertydig). (Se også artikler, som begynder med vandtransport)
Vandtransport er transport af varer og personer der foregår med skibe eller pramme via vandveje – hav, floder, kanaler osv.
Transport over vand har i det meste af menneskehedens historie været langt den billigste form for transport, trods de farer rejser til søs medfører (forlis, sørøvere osv.) har de langt opvejet de tilsvarende farer til lands. Anlæggelse og vedligeholdelse af kanaler mellem områder med stor samhandel har været meget billigere end anlæggese og vedligeholdelse af veje, samtidig har vind og vandets strøm været en billig energikilde ved transport i forhold til vejtransport.
Der findes adskillige skibstyper beregnet til transport af gods eller passagerer.
| Vandsport/vandtransport | Spire Denne vandsports- eller vandtransportsartikel er en spire som bør udbygges. Du er velkommen til at hjælpe Wikipedia ved at udvide den. |